# Línea 209 (Montevideo)
La línea 209 fue un servicio de transporte suburbano de Montevideo, unía la Terminal Baltasar Brum con el Aeropuerto de Carrasco.

## Características
Concebida como una extensión suburbana de la línea 109, fue suprimida por baja rentabilidad debido a que realizaba un recorrido similar al de otras líneas. A consecuencia de su cierre los servicios de la línea urbana 109 fueron aumentados y la misma se extendió hacia el Parque Roosevelt, asimismo en el tramo comprendido entre Parque Roosevelt y el Aeropuerto de Carrasco (el cual estaba en proceso de traslado) fueron reforzados con las líneas suburbanas ya existentes C1 y C3. Esto se realizó en el marco de la implementación del STM.

## Recorrido
| Ida - Terminal Baltasar Brum - Río Branco - Galicia - Julio Herrera y Obes - Paysandú - República - Democracia - Daniel Muñoz - Cufré - Miguelete - Juan Ramón Gómez - Presidente Berro - Avenida 8 de Octubre - General José Villagrán - José Antonio Cabrera - 20 de Febrero - Camino Carrasco - Av Racine - Cardenal - El Dorado - Camino Carrasco - Rotonda - Antiguo Aeropuerto de Carrasco (hoy terminal de cargas) | Vuelta - Antiguo Aeropuerto de Carrasco (hoy terminal de cargas) - Rotonda - Camino Carrasco - El Dorado - Cardenal - Av Racine - Camino Carrasco - 20 de Febrero - Avenida 8 de Octubre - Avelino Miranda - Goes - Juan Paullier - Doctor Salvador Ferrer Serra - Martín C Martínez - Avenida Uruguay - Ciudadela - Rambla Franklin Delano Rooselvelt - Galicia - Terminal Baltasar Brum |